# Dofí de Maui
El dofí de Maui (Cephalorhynchus hectori maui) és una subespècie del dofí de Hector que només viu a les aigües de l'oest de l'Illa del Nord (Nova Zelanda). El dofí de Maui, que és el dofí més rar i petit del món, està greument amenaçat per l'activitat humana, incloent-hi la pesca, la mineria, la construcció a zones costaneres, la contaminació i el canvi climàtic.